# Трендафил Керелов
Св. вмчк Трендафил Тошев Керелов (ок. 1800 – 1876) е български възрожденец, революционер, дългогодишен кмет на Батак и един от организаторите и духовен водач на въстанието в Батак през пролетта на 1876 г., жив опечен на ръжен от турския башибозук по време на Баташкото клане.
Канонизиран за светец от Българската православна църква, заедно с останалите убити при клането батачани и жертвите от клането в Новоселския манастир „Света Троица“ на 03.04.2011 г. по време на неделната литургия в храм-паметник Свети Александър Невски в София, водена от патриарх Максим Български.

## Живот преди клането
На младини Трендафил Керелов прекарва 12 години на служба при мютесерифа на град Драма Сеид Емирли и участва в търговски пътувания по суша и море, в хода на които научава говоримо турски, гръцки, румънски и арабски.
Завръща се в Батак, където се жени за чорбаджийската дъщеря Деля Кавлакова и поставя началото на рода Керелови. Занимава се с търговия с дъски и кожи. Постепенно се замогва и става един от първенците на Батак.
В продължение на 3 десетилетия с известни прекъсвания той е негов кмет. Със съдействието на Сеид Емирли той на 2 пъти е приеман от султан Абдул Меджид и успява да издейства за Батак правото на владеене на цялото Баташко поле, както и да запази баташките дъскорезници (чаркове). Като кмет през 1835 г. открива първото светско училище в Батак и привлича за учител там изтъкнатия възрожденец и книгоиздател хаджи Найден Йоанович. Установява близки връзки със Станислав Доспевски, който през 1857 година нарисувал негов портрет (техника: масло), съхраняван днес в Националната художествена галерия.
Описан е като „среден ръст, широкоплещ, представителен, благообразен, с красиви дълги мустаци, с дебели бръчки на почтеност по лицето му и с умно и благородно изражение“. Това може да бъде забелязано и на неговия портрет.

## Баташкото въстание, клане и убийство
Трендафил Керелов заедно със синовете си, войводите Стефан Керелов – петстотник (1836 – 1926), Ангел Керелов – петстотник (1840 – 1928) и Петър Керелов – стотник (1846 – 1876) са водещи фигури във въстанието в Батак през пролетта на 1876 г. Синът му Петър е убит по време на въстанието, пред очите на баща му и близки, след като му избождат очите и отрязват носа, ушите и езика. Внучето му Бладимир, бебе, е набодено на меч от башибозука пред очите на снаха му Босилка Керелова и съседи. Ангел Керелов, Стефан Керелов и семействата им доживяват Освобождението през 1878 г., а правнуците им и днес помнят и разказват историята на рода.
При потушаването на въстанието от турския башибозук ръководен от Ахмед ага Барутанлията, населението на Батак е жестоко избито, изклано на дръвник, къщите ограбени и опожарени.
Трендафил Керелов бил пратен от Ахмед ага да търси и доведе двамата си сина Стефан и Ангел, които били сред предводителите на въстанието, измежду батачани. Те обаче вече били избягали от селището още на първата нощ от клането. Когато се върнал при Ахмед ага той бил заведен в дома му и измъчван за да предаде всичките си пари.
Трендафил Керелов е опечен жив на ръжен пред очите на близките му и освирепелия башибозук. Убийството на 65-годишния Трендафил Керелов е запазено от разказа на снахата му Босилка Керелова: „Моят свекър отиде да посрещне башибозуците, когато селото беше заобиколено, и се срещна с Ахмед ага, който каза, че иска да се събере оръжието от селяните. Трендафил отиде и го събра. След като то беше предадено, стреляха по него с пищов и куршумът му одраска окото. Тогава чух Ахмед ага да заповядва със собствените си уста Трендафил да бъде набит на кол и опечен. Думите, които използва, бяха „Shishak aor“, което на турски означава да се набие на шиш като парчетата месо, наречени „кебап“. След това взеха от него всичките му пари, съблякоха му дрехите, извадиха му очите и зъбите и го набиха на кола бавно, докато той излезе през устата му. След това те го опекоха на огъня още жив. Той живя половин час в продължение на ужасната сцена. По това време бях съвсем близо до Ахмед ага. Освен мене тук се намираха няколко български жени. Ние бяхме обкръжени от башибозуци, които ни ограждаха от всички страни, и бяхме принудени да гледаме какво става с Трендафил.“ Съчинението на Робърт Джаспър Мор „Под Балкана“, заедно с репортажите на Макгахан във вестник „Дейли Нюз“, е един от ценните извори на сведения за бунтовната 1876 година. Там също се описва смъртта на Трендафил Керелов:
„Убиването на старейшината Трендафил било извършено крайно варварски. След като му извадили очите и му изтръгнали зъбите, набили го на кол и го опекли жив сред кръг от жени, заставени от башибозуците да останат зрители до неговата смърт. На друг човек отрязали краката, ръцете, носа и ушите.“
Мъртвото тяло на старейшината „се превъртало върху огъня, надуло се, почерняло, препращяло като сол и се напукало на големи бразди“.

## Наследство
През 1976 г. батачани издигат бюст-паметник с лика на Трендафил Керелов, на мястото, където е мъчен и опечен. В началото на 21 век, месинговия бюст е откраднат. На 17 май 2006 г. постаментът на паметника е пренесен на историческия площад в Батак и е възстановен от камък.
На 3 април 2011 г. на тържествена литургия в катедралата „Свети Александър Невски“ – София патриарх Максим обявява канонизацията на мъчениците от Баташкото клане и освещава иконата на баташките мъченици.
Свети Трендафил е изобразен самостоятелно в горния ляв ъгъл на иконата на Светите Баташки мъченици – разпнат върху горяща клада. Там е изобразена цялата гореизложена и предадена от Босилка Керелова история: изгарянето на свекъра ѝ Трендафил Керелов и набиването на меч на невръстния ѝ син – внука на Трендафил (Вж. иконата).
Заедно със свещенослужителите Петър и Нейчо и баташкия първенец Ангел Кавлака, Трендафил Керелов има собствено място и в Житието на Баташките мъченици.